# Chiesa cattolica alla fine del XIX secolo
La Chiesa cattolica alla fine del XIX secolo dovette confrontarsi con i nuovi temi sociopolitici che la società europea dell'epoca poneva prepotentemente.

## Pio IX

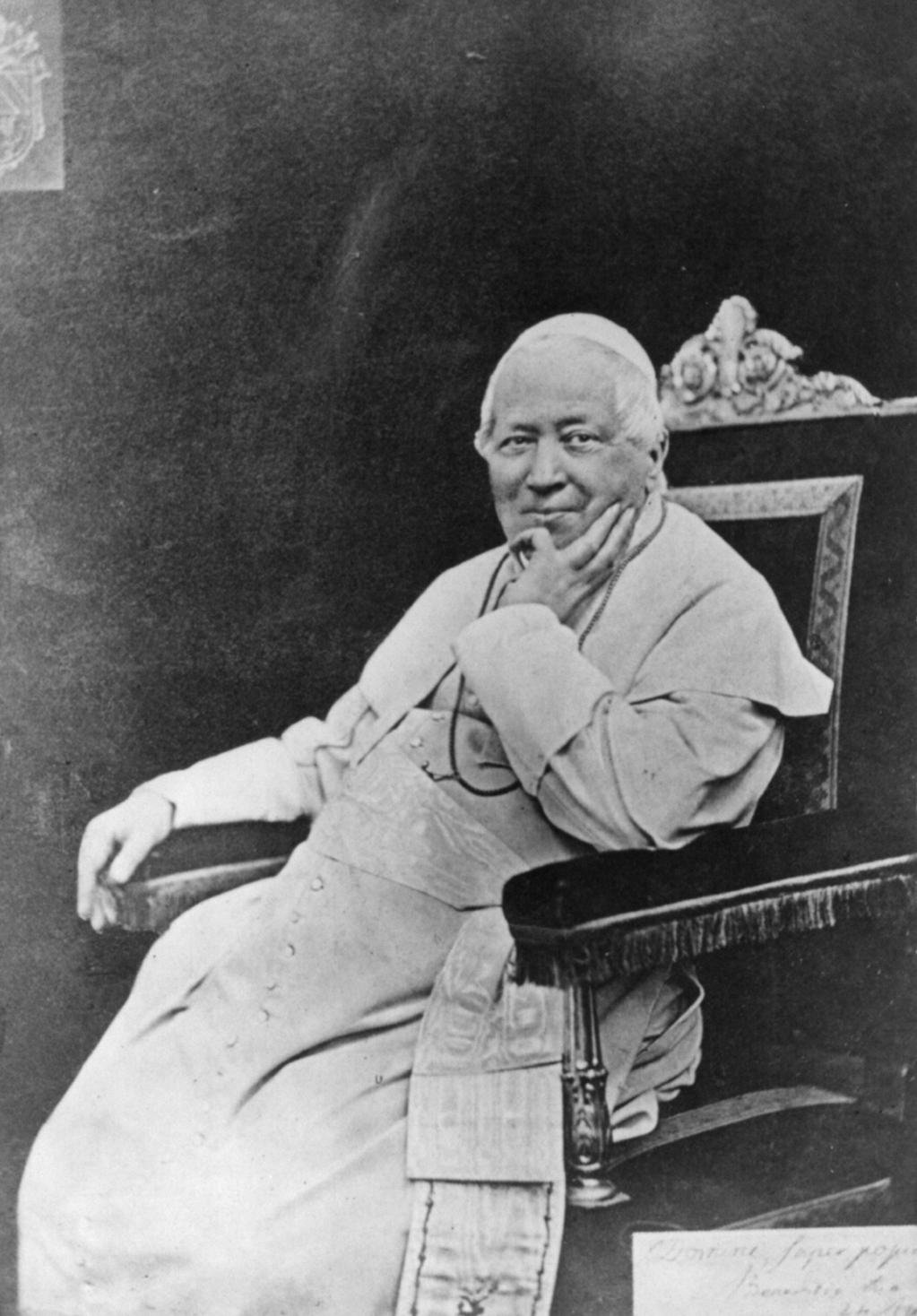
Pio IX

Pio IX aveva affrontato i drammatici problemi posti alla Chiesa dal liberalismo, dal socialismo, dalla fine del potere temporale dei papi in conseguenza dell'unificazione italiana.
Il Sillabo segnò l'assoluta condanna dottrinale sia del liberalismo che del socialismo.
Il Concilio Vaticano I aveva a sua volta affermato in termini inequivocabili la supremazia del Papato nei confronti dei vescovi e delle chiese nazionali.
Una simile politica, se rispondeva ad esigenze di raccoglimento interno, conteneva però in sé un grave pericolo cioè quello di un divorzio della Chiesa dalla realtà politica e sociale dell'epoca, tale da portare ad un suo isolamento crescente.
Il suo atteggiamento verso le conquiste della tecnica fu più benevolo rispetto a quello del precedente pontificato, caratterizzato dalle condanne del segretario di Stato cardinale Lambruschini, tanto che nel 1865 papa Pio IX approvò formule di benedizione per il telegrafo e le ferrovie.

## Leone XIII

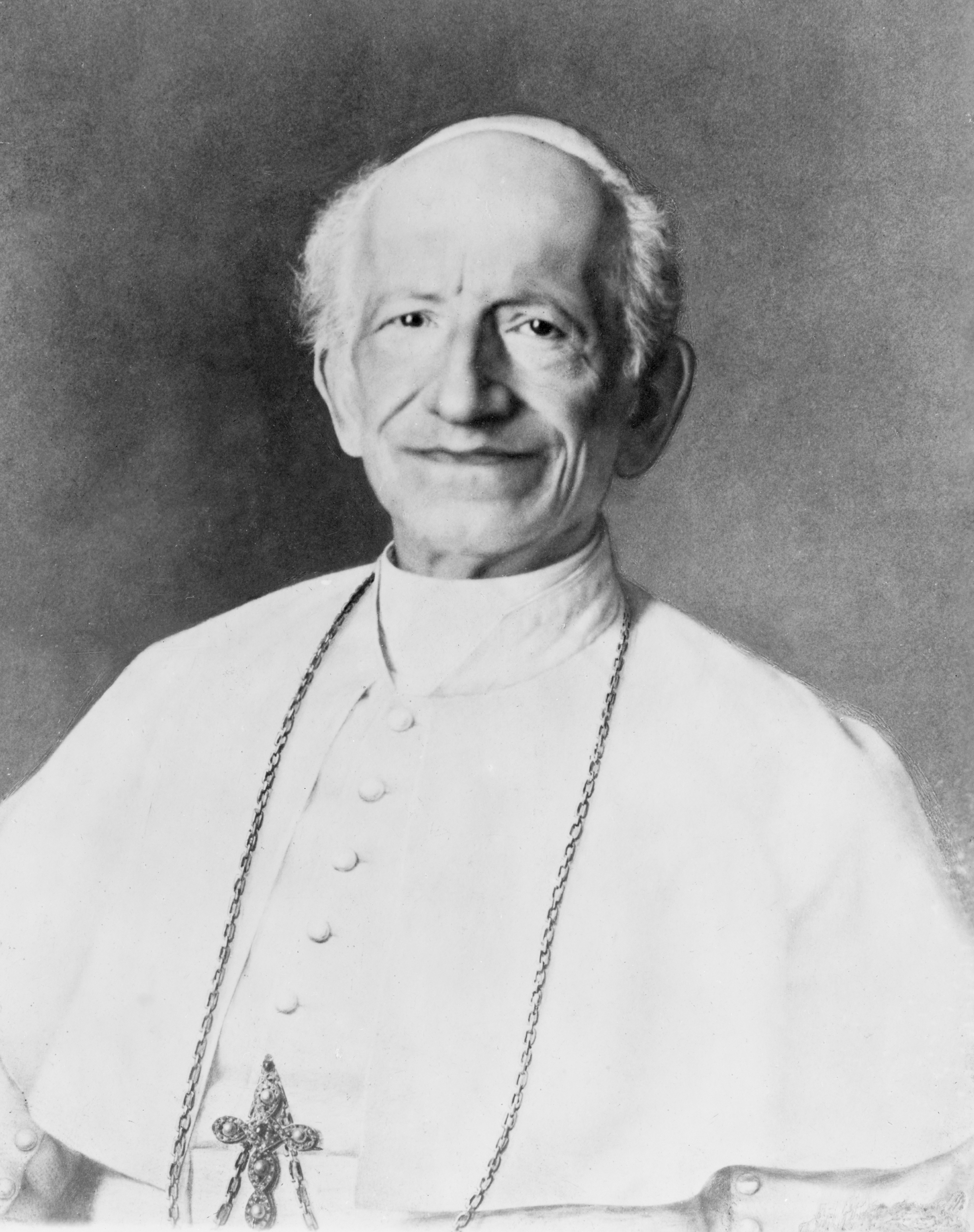
Leone XIII

Il tentativo coronato da notevole successo, di colmare il fossato e reinserire la Chiesa nella società moderna venne intrapreso dal successore di Pio IX, Leone XIII, che si pose l'obiettivo di offrire una risposta cattolica alla questione operaia e più in generale sociale e di porre su nuove basi i rapporti fra la Chiesa e gli Stati.
Il disegno che Leone XIII pose al centro della sua azione fu di passare dalla contrapposizione e dall'isolamento ad una riconquista cattolica della società, fondata su un allargamento di influenza nel corpo sociale e sul suo inserimento nelle lotte sociali e politiche.
L'elemento nuovo che papa Leone XIII introdusse, rispetto al suo predecessore, fu il suo consenso a che i cattolici utilizzassero, per i propri fini sociopolitici, le libertà politiche e civili introdotte dal liberalismo.
Vi erano, così, le condizioni perché potessero prendere corpo un concetto di democrazia cristiana e un pensiero sociale cattolico.
Ancora largamente sotto l'influenza del Sillabo e della reazione alla Comune di Parigi era stata l'importante enciclica di Leone XIII, 28 dicembre 1878, Quod Apostolici Muneris, sul socialismo, comunismo, nichilismo che il papa assimilava e contrastava come peste da sradicare.
Leone XIII esortava, al tempo stesso, i cattolici a organizzare, società artigiane e operaie con lo scopo di dare un indirizzo all'esigenza di associazione delle masse lavoratrici.
Nel 1883 indicava come, non solo utile, ma doverosa, in certe circostanze, la partecipazione più o meno larga dei cittadini alla gestione dello Stato, il che significava riconoscimento della legittimità dell'inserimento dei cattolici nella vita pubblica, dove e quando la Chiesa lo avesse ritenuto opportuno.

### Rerum Novarum
Con l'enciclica Rerum Novarum, del 15 maggio 1891, sulla condizione degli operai, Leone XIII intese non solo affermare la dottrina della Chiesa in materia sociale di fronte al mondo cattolico, ma anche dare una piattaforma comune per l'azione ai movimenti sociali cattolici divisi in diverse correnti.
L'enciclica mise in evidenza come la Chiesa fosse ormai decisa a non sostenere indiscriminatamente l'ordine sociale costituito. Essa faceva una scelta di fondo a favore della proprietà privata e del capitalismo, ma al tempo stesso ne condannava gli eccessi.
L'indicazione fondamentale che Leone XIII avanzava era quella della necessità di opporsi agli effetti della concentrazione continua nelle mani di pochi della ricchezza da un lato e della proletarizzazione dall'altro.
Condannata come pericolosa ed irrealizzabile utopia l'uguaglianza sociale, il Papa indicava la necessità di un nuovo corso cristiano nei rapporti fra capitalisti e operai ispirato al rispetto e alla concordia.
Infine, la Rerum Novarum passava ad affrontare le modalità dell'intervento cattolico sul piano sociale e dei rapporti fra capitale e lavoro, cioè sul terreno dell'organizzazione dell'impresa. Indicava, a questo proposito, nelle corporazioni delle arti e mestieri la forma organizzativa più idonea.
Circa l'esistenza delle classi sociali, Leone XIII la dichiarava naturale, necessaria e quindi giusta. Il problema non era dunque quello di agire in vista della loro modificazione, ma di un nuovo corso armonioso di rapporti.

### Au milieu des sollicitudes
Di grande importanza fu anche l'enciclica del 1892, Au milieu des sollicitudes, indirizzata ai francesi, sulle forme di governo, con la quale Leone XIII rivolse ai cattolici di Francia l'esplicito invito a riconoscere l'ordinamento repubblicano, così da non restare isolati in una chiusa opposizione di ispirazione monarchico legittimista.
Scopo politico generale del Pontefice era di evitare che i cattolici francesi potessero apparire quali sovversivi.

### Graves de Communi Re
La divisione fra cattolici moderati e cattolici progressisti preoccupò Leone XIII, che, con l'enciclica del 1901, Graves de Communi Re, sulla democrazia cristiana, affermò alcuni concetti fondamentali quali: la democrazia cristiana non doveva perseguire un fine politico per portare al potere il popolo, né doveva interpretarsi unicamente come una benefica azione cristiana a favore del popolo; non poteva in alcun modo mettersi in discussione l'integrità del diritto di acquisto e di possesso della proprietà; l'obbedienza alle autorità era fuori questione; era necessario mantenere tra i cattolici unità di intenti e concordia di volontà e di azione; per mantenere l'unità interna il movimento politico e sociale cattolico doveva essere obbediente all'autorità dei vescovi ed al magistero della Chiesa.

## Pio X

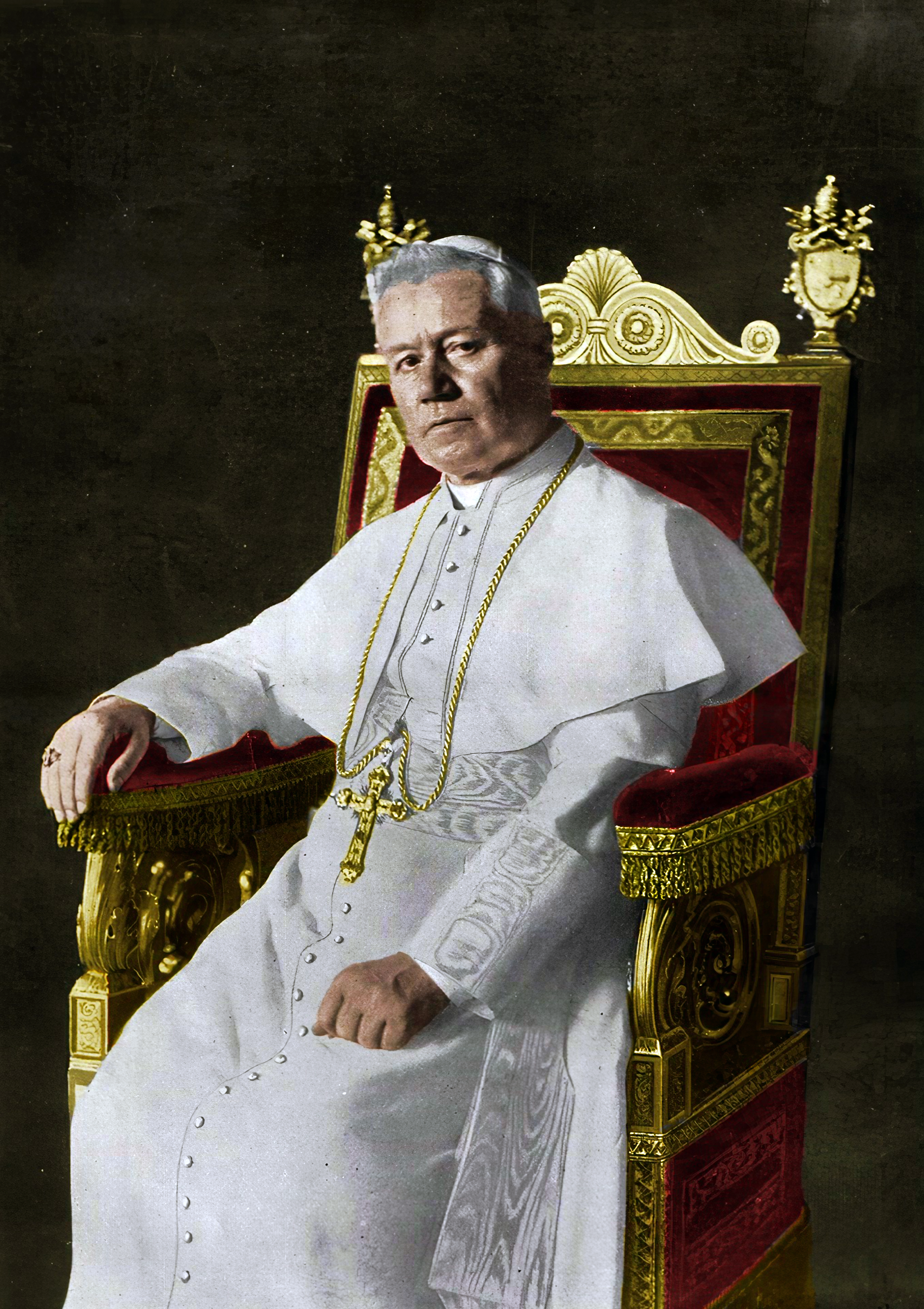
Pio X

Il successore di Leone XIII, Pio X, inserì la propria opera nella scia di quella di Leone XIII, dandone però un'interpretazione che si potrebbe definire di destra ed in termini che accentuarono gli elementi più conservatori.
Pio X pose fine a ogni velleità dei democratici cristiani di agire in modo politicamente autonomo, ribadì la dipendenza dell'azione politico-sociale dalla gerarchia ecclesiastica, richiamò energicamente i cristiani al rispetto delle differenze sociali e di classe, indicando nel solidarismo con i poveri la via per risolvere la questione sociale e rifiutando qualsiasi proposito di potere popolare, anche se ispirato dalla religione.
Pio X dovette affrontare una grave crisi nelle file della cultura cattolica: il pensiero cattolico, nei suoi circoli più sensibili, avvertiva un crescente disagio di fronte alle varie correnti di cultura, borghesi e socialiste, di cui le principali erano il positivismo, l'idealismo e il marxismo.

## Rinnovamento cattolico
Il rinnovamento cattolico assunse due indirizzi fondamentali, neotomista e modernista.
Il modernismo segnò un tentativo di riforma cattolica che ebbe la sua origine nell'ultimo decennio dell'Ottocento ed il suo sviluppo fra la fine del secolo ed il primo decennio del Novecento, ponendo radici soprattutto in Francia ed in Italia. Esso intendeva trovare una chiave moderna d'interpretazione del cattolicesimo.
L'insegnamento dei modernisti, che in un certo modo incarnava un tentativo di dare vita a un cattolicesimo dottrinalmente liberaleggiante con inclinazioni politiche e sociali progressiste, venne tollerato da Leone XIII, ma incontrò l'ostilità frontale di Pio X che, con l'enciclica Pascendi Dominici Gregis del 1907, lo condannò recisamente, arrivando nel 1910 a imporre al clero un giuramento antimodernista.
Il modernismo veniva messo all'Indice come condotta che a breve termine avrebbe portato all'ateismo. L'azione politica e sociale dei movimenti cattolici era ormai una presenza inarrestabile tanto per la Chiesa che per le nazioni.